# MADOSMA Q601
MADOSMA Q601（マドスマ キューロクマルイチ）は、マウスコンピューターが開発した、第4世代移動通信システムに対応したストレート型スマートフォン端末。同社のスマートフォンブランドMADOSMAの上位機種であり、2015年に発売されたMADOSMA Q501に続くWindows搭載スマートフォン製品の第2弾として発表された。

## 概要
2016年2月22日に製品イメージや基本スペックを含む各種情報が公開され、スペイン・バルセロナで開かれた展示会Mobile World Congress 2016にて試作機が展示された後、7月28日にマウスコンピューターの直販サイトおよび楽天市場内の自社通販サイト、家電量販店で発売された。
前機種のQ501と比べてメモリやストレージの容量などスペックを大幅に向上させており、CPUは1.5GHzと1.2GHzのクアッドコアを2つ搭載したオクタコアの構成となっている。ディスプレイはIPS液晶方式で、表面ガラスには強度と耐久性に優れたアメリカ・コーニング社のゴリラガラス3を採用。筐体にはアルミ素材が使用されている。
通信方式は、LTE、3G、2Gに対応しており、特にLTE通信は日本国内・海外両方の周波数帯を使用可能。また、Windows 10 Mobileの機能であるContinuum(専用アダプターを接続したテレビやディスプレイと無線接続し、簡易的なパソコンとして扱う機能)に対応している。
この他、SIMカードスロットにはmicroSIMとnanoSIMの両方が搭載可能であるが、外部メモリのmicroSDカードと兼用のため排他利用となる。